# Territoire fédéral d’Entre Ríos
Le Territoire fédéral d’Entre Ríos, ou Territoire fédéralisé de la capitale (en esp. Territorio Federalizado de la Capital), fut institué le 24 mars 1854, afin que la capitale de la province d'Entre Ríos, savoir la ville de Paraná, pût servir de capitale nationale provisoire de la Confédération argentine, dans un contexte où la province de Buenos Aires avait de facto fait sécession d’avec ladite Confédération et s’était érigée en pays quasi indépendant sous la dénomination d’État de Buenos Aires. Fédéralisation doit en l’espèce s’entendre comme le processus par lequel une province ou une autre portion de territoire est soustrait à l’autorité provinciale (locale) pour être placé sous tutelle directe du pouvoir national (central).
Le Territoire fédéralisé d’Entre Ríos subsista jusqu’au 1er mai 1860, date à laquelle la province fut défédéralisée et l’ancienne province rétablie, Paraná continuant toutefois d’assumer la fonction de capitale provisoire de la Confédération jusqu’au 2 décembre 1861. La ville de Buenos Aires, quoique déclarée capitale nationale par Mitre dès avril 1862, ne sera, en raison de l’opposition des Portègnes, à son tour fédéralisée (c'est-à-dire détachée de la province de Buenos Aires et placée sous autorité directe de l’État fédéral), pour servir pleinement de capitale fédérale, qu’en septembre 1880.

## La question de la capitale
La constitution nationale, qui fut sanctionnée à Santa Fe de la Vera Cruz le 1er mai 1853, après que la Grande Armée, emmenée par le gouverneur d’Entre Ríos, Justo José de Urquiza, eut remporté la bataille de Caseros face au gouverneur de Buenos Aires, Juan Manuel de Rosas, établissait Buenos Aires comme capitale nationale :

« Article 3e : Les autorités exerçant le gouvernement fédéral résident dans la ville de Buenos Aires, qui est déclarée capitale de la Confédération par voie d’une loi spéciale. »

Cependant, si ladite loi spéciale fut bien adoptée le 6 mai 1853, la sécession de l’État de Buenos Aires d’avec le reste de la Confédération argentine et le refus qu’opposa Buenos Aires à la fédéralisation de la ville et de ses ressources économiques empêcha la mise en œuvre de l’article constitutionnel et porta le gouvernement de la Confédération à installer son siège dans la cité de Paraná, alors capitale (chef-lieu) de la province d'Entre Ríos.

## Fédéralisation d’Entre Ríos

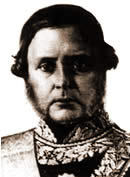
Justo José de Urquiza, président de la Confédération argentine.

Le général Urquiza fut élu président constitutionnel du pays et entra en fonction (après avoir pour cela renoncé à sa charge de gouverneur provincial d’Entre Ríos) le 5 mars 1854 et exercera son mandat jusqu’en 1860. Il décida de fédéraliser tout le territoire d’Entre Ríos, qui vint ainsi à se trouver sous la tutelle directe du président Urquiza et du congrès national.

« Paraná, le 24 mars 1854.
Le vice-président de la Confédération argentine, s’étant consulté,—
DÉCRÈTE :
Art. 1er Est désignée pour capitale provisoire de la Confédération argentine la ville du Paraná, capitale de la province d’Entre Ríos, où le gouvernement fédéral a fixé sa résidence.
Art. 2e  Dans le respect des prescriptions que requiert la loi du 13 décembre adoptée par le Souverain Congrès constituant, la province d’Entre Rios est déclarée fédéralisée dans toute son extension et sujette, dans toutes les composantes de son administration, à la juridiction immédiate de la Législature nationale et du président de la Confédération.
Art. 3e  Qu’il en soit donné avis à l’ensemble des corporations, tribunaux et chefs des bureaux de ladite province, afin qu’ils se mettent à la disposition du ministère duquel ils relèvent.
Art. 4e  Les ministres, à travers les départements respectifs, transmettront donc à ces corporations, tribunaux et bureaux les ordres qu’appelle le service public.
Art. 5e  Le ministre de l’Intérieur est spécialement chargé de l’exécution du présent décret, qu’il communiquera à tous ceux qu’il appartiendra, et qu’il aura soin de déposer à l’Enregistrement national.
CARRIL - José Benjamin Gorostiaga. »

— Décret du vice-président désignant la ville du Paraná pour capitale provisoire de la Confédération argentine.
Durant près de la moitié de son mandat présidentiel, Urquiza ne résida pas à Paraná, mais gouvernait depuis le Palacio San José, qui était en cours d’édification à une trentaine de km à l’ouest de Concepción del Uruguay. Pendant ses absences, il se faisait remplacer par le vice-président Del Carril.

## Organisation du territoire

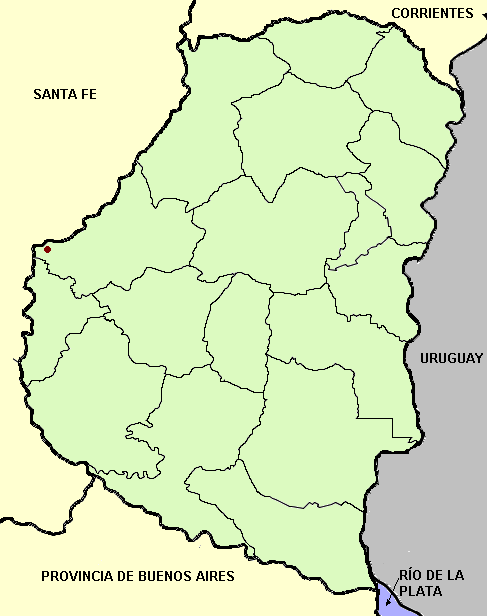
Province d'Entre Ríos, subdivision actuelle.

Toutes les composantes de l’administration provinciale passèrent sous dépendance des ministères de la Confédération, eux-mêmes dépendants du président. La législature provinciale supprimée, le pouvoir législatif à Entre Ríos devint de la compétence du congrès national.
Entre Ríos resta divisée en 10 départements, subdivisés à leur tour en un total de 68 districts de campagne ; il s’agit des départements de Paraná, Diamante, la Paz, la Victoria, Nogoyá, Gualeguay, Gualeguaychú, Uruguay, Villaguay et la Concordia.
Les 10 chefs-lieux de département avaient à leur tête un commandant et un juge de paix, et chaque district de campagne était dirigé par un maire de district ; il y avait un maire de quartier (en esp. alcalde de barrio) dans les villages de Diamante, La Paz, Tala, Villaguay, Concordia, Federación, et 2 dans le village de Nogoyá. La ville de Paraná se décomposait en 6 arrondissements (cuarteles) numérotés, administrés par des maires d’arrondissement (alcaldes de cuartel), tandis que les municipes (villas) de la Victoria, de Gualeguay, de Gualeguaychú ainsi que la ville de Concepción del Uruguay comprenaient chacun 4 arrondissements.
La province d’Entre Ríos comptait 10 villes et municipes : Diamante, La Paz, Rosario del Tala, Villaguay, Concordia, Federación, Nogoyá, Paraná, Victoria, Gualeguay, Gualeguaychú et Concepción del Uruguay.
Le 2 juillet 1857, Urquiza ordonna de fonder Colonia San José afin d’accueillir 530 immigrants suisses, savoyards et piémontais arrivés le jour précédent.

## Défédéralisation d’Entre Ríos
Le 29 septembre 1858, le congrès national sanctionna la loi portant défédéralisation de la province d’Entre Ríos, mais en maintenant toutefois la ville de Paraná comme son domaine fédéralisé et comme capitale provisoire de la Confédération.

« Le Sénat et la Chambre des députés, etc.
Art. 1er Le pouvoir exécutif national convoquera la province d’Entre-Rios à une convention constituante, à l’effet de rétablir ses pouvoirs provinciaux et se donner sa constitution en conformité avec l’article 5e de la constitution nationale.
Art. 2e Est en conséquence maintenu l’article 2e du décret de 24 mars 1854, qui fédéralisa tout le territoire de la province d’Entre Ríos, en conformité avec la sanction qu’en donna sa législature le 22 mars de la même année, et l’article 3e de la loi du 13 décembre 1853.
Art. 3e La ville du Paraná continuera d’être capitale provisoire de la Confédération, à savoir l’espace compris entre le fleuve Paraná et les rivières Paracao et Yeso au sud et au nord, et à l’est une ligne droite parallèle au Paraná et reliant ces rivières à une lieue de la place du 1er mai, seul territoire à demeurer encore fédéralisé.
Art. 4e Le pouvoir exécutif est autorisé à engager les dépenses qu’appelle la mise en place définitive et complète des pouvoirs provinciaux.
Art. 5e Qu’il en soit donné avis au pouvoir exécutif.
Salle des sessions du congrès à El Paraná, capitale provisoire de la Confédération argentine, le vingt-neuvième jour du mois de septembre mille huit cent cinquante-huit.
PASCUAL ECHAGUE - MATEO LUQUE - Carlos M. Saravia (secrétaire) - Jonas Larguia (vice-secrétaire) »

— LEY - Desfederalizando la Provincia de Entre Rios.
La loi prévoyant la convocation d’une convention constituante, des élections furent organisées les 15, 16 et 17 novembre 1859. La Convention se réunit, en exécution de la loi, à Concepción del Uruguay, et eut pour président le général Manuel Urdinarrain et pour secrétaire le Dr. Federico Ibarguren. Le 15 février 1860 fut sanctionnée la nouvelle constitution de la province, élaborée en accord avec les principes, déclarations et garanties de la constitution nationale, puis approuvée par le congrès national le 29 février (cette contrainte d’approbation par le congrès, alors encore inscrite dans la constitution, sera écartée par la réforme constitutionnelle de 1860).
La convention constituante, qui rédigea la constitution provinciale, élut le général Urquiza comme gouverneur de la province. Urquiza déposa donc son mandat de président de la Confédération le 5 mars 1860 et remit le pouvoir à son successeur Santiago Derqui.

« Art. 1er La province d’Entre-Rios, dans les limites qui lui appartiennent sous réserve de résolution ultérieure du congrès national, à l’exclusion de la ville du Paraná et de son périmètre déclarés capitale provisoire par la loi du 3 octobre 1859, et tant qu’elle subsiste de cette manière, fait partie intégrante de la République conformément à la constitution fédérale de 1853. »

— Art. 1er - 9° La résidence des autorités de la province sera la ville de la Concepcion del Uruguay, restaurée dans son rang de capitale par une loi spéciale., Constitution d’Entre Ríos de 1860

## Territoire fédéral de la ville de Paraná
Après que la province d’Entre Ríos eut ainsi été restaurée le 1er mai 1860, le gouverneur provincial Urquiza exerça ses fonctions à Concepción del Uruguay, tandis que le président confédéral Derqui resta, avec le congrès national, dans la ville de Paraná.
Le 7 septembre 1860, une loi ordonna la fondation de Villa Urquiza, destinée à devenir le chef-lieu provisoire du département de Paraná. L’administration du département s’y installa le 8 décembre.
Par la signature du pacte de San José de Flores, le 11 novembre 1859, la province de Buenos Aires acceptait de se réintégrer dans la Confédération argentine, moyennant une réforme de la constitution nationale propre à prendre en considération ses objections. Cette réforme, sanctionnée le 23 septembre 1860, s’accompagna du retrait de la mention de Buenos Aires comme capitale de la Nation argentine, en effet :

« (…) la ville qui est déclarée capitale de la République par une loi spéciale du congrès, préalablement à la cession, consentie par une ou plusieurs législatures provinciales, du territoire appelé à être fédéralisé. »

Le 30 septembre 1860, le congrès national, par la loi n° 250, désigna capitale provisoire la ville de Buenos Aires, mais une nouvelle rupture entre celle-ci et la présidence fédérale empêcha le transfert des autorités hors de Paraná.

## Transfert de la capitale vers Buenos Aires
La bataille de Pavón du 18 septembre 1861, remportée par les troupes portègnes, sonna le glas de la Confédération argentine et entraîna la réintégration de l’État de Buenos Aires dans la structure fédérale, il est vrai en tant que membre prépondérant du pays. Dans la foulée de la bataille, Bartolomé Mitre envahit Santa Fe, incitant le président Derqui à démissionner le 5 novembre et à se réfugier à Montevideo. La chute du gouvernement national eut pour effet que la province d’Entre Ríos recouvra temporairement sa complète souveraineté le 1er décembre 1861 et que, le 2 décembre, la ville de Paraná fut réincorporée dans la province d’Entre Ríos par décret du gouverneur Urquiza, qui nomma comme dirigeant politique habilité à diriger ladite ville le brigadier José María Francia, des attributions égales étant par ailleurs conférées aux chefs de chacun des 10 départements (jusqu’à ce que, au milieu de 1863, Paraná ne redevînt chef-lieu du département homonyme).
Le 12 décembre 1861, le vice-président Juan Esteban Pedernera proclama caduc le gouvernement national et déclara :

« (...) suspendu le pouvoir exécutif national, jusqu’à ce que la Nation, réunie en congrès, édicte les mesures propres à surmonter les difficultés qui obligent le Gouvernement à prendre telle disposition. »

Le 12 avril 1862, Mitre assuma la présidence à titre transitoire, et établit la capitale provisoire à Buenos Aires.

## Corrélats
- Fédéralisation de Buenos Aires